# Hulk (futebolista)
Givanildo Vieira de Sousa (Campina Grande, 25 de julho de 1986), mais conhecido como Hulk, é um futebolista brasileiro que atua como atacante. Joga pelo Atlético Mineiro.
Começou sua trajetória no futebol aos 12 anos, sendo o Vitória seu primeiro clube como profissional. Hulk deixou o rubro-negro baiano com apenas dezoito anos e fez carreira no Japão, onde atuou no Kawasaki Frontale, no Tokyo Verdy e no Consadole Sapporo, estabelecendo uma média de gols expressiva (no total, fez 74 gols em 111 jogos) e se destacando.
Acabou sendo contratado pelo Porto em 2008. Na temporada 2010–11, marcou 69 gols em todas as competições e foi artilheiro da Primeira Liga (Campeonato Português) com 24 tentos apenas no torneio, além de ter distribuído 21 assistências. Ao final do campeonato, foi eleito o futebolista do ano no país.
Em 2021, ao retornar ao seu país depois de 16 anos atuando no exterior, o atacante realizou um feito inédito no futebol brasileiro: com a camisa do Atlético Mineiro, Hulk tornou-se o primeiro jogador a ser campeão e artilheiro do Brasileirão e da Copa do Brasil em uma mesma temporada.

## Carreira

### Vitória
Chegou ao Vitória no ano de 2003, integrando as categorias de base.
Em 2004 foi promovido à equipe principal pelo treinador Hélio dos Anjos e atuou apenas em duas partidas, na primeira ainda como lateral-esquerdo. Estreou no dia 9 de setembro, numa derrota por 2–3 para o Fluminense, no Barradão. Na ocasião, Hulk saiu do banco e substituiu Allan Dellon aos 37 minutos do segundo tempo. Sua segunda partida foi no dia 19 de setembro, contra o Internacional, em Porto Alegre. Hulk formou o ataque titular ao lado de Obina e deixou o campo para a entrada de Gilmar. O Vitória foi derrotado por 2–1 e ao final do Brasileirão não conseguiu escapar do rebaixamento para a Série B.

### Kawasaki Frontale
Sem muitas chances, em fevereiro de 2005 foi emprestado ao Kawasaki Frontale, do Japão. Foi comprado em definitivo no dia 15 de janeiro de 2006, e emprestado ao Consadole Sapporo, da Segunda Divisão, no dia 1 de fevereiro de 2006.

#### Consadole Sapporo
Depois de ficar no clube durante o restante do ano sem atuar muito, foi emprestado para o Consadole Sapporo em fevereiro de 2006 onde se destacou nacionalmente, marcando 25 gols na temporada, terminando na vice artilharia da Segunda Divisão Japonesa, apenas um gol atrás do primeiro, Borges. Chegou a marcar quatro numa só partida, na goleada por 6–1 sobre o Shonan Bellmare.

#### Tokyo Verdy
Em 9 de janeiro de 2007, foi mais uma vez emprestado, dessa vez ao Tokyo Verdy, também da Segunda Divisão. No certame, foi ainda mais efetivo e marcou 37 gols, sagrando-se artilheiro da competição e ajudando o clube a ascender de volta a elite do Futebol Japonês. Hulk contabilizou três hat-tricks na sua passagem pelo Verdy.

### Ida em definitivo ao Tokyo Verdy
Devido ao sucesso, o clube resolveu comprar seu passe para a temporada seguinte, em 2 de abril de 2008, depois de o jogador ter voltado ao Kawasaki em dezembro de 2007, ao fim do seu contrato de empréstimo com o Tokyo, e ter atuado apenas duas vezes.
Mas sua passagem pelo Tokyo Verdy em 2008 foi rápida. Atuou apenas em 14 partidas antes de se transferir ao Porto, em julho de 2008.

### Porto

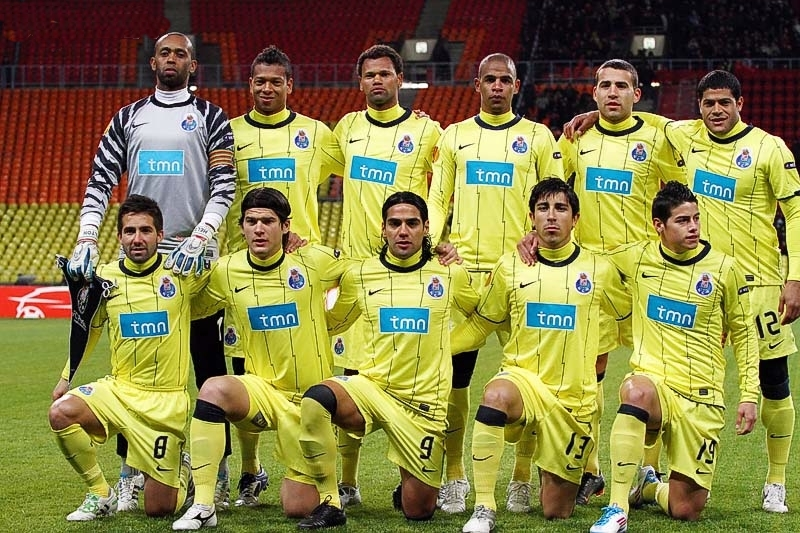
Hulk com os restantes jogadores do Porto na foto oficial do jogo da final da UEFA Europa League

Assinou com o Porto no dia 25 de julho de 2008, que adquiriu 50% dos direitos econômicos do jogador por 5,5 milhões de euros, num contrato válido por quatro temporadas. Estreou na derrota por 0–2 para o Sporting, válida pela Supertaça de Portugal, saindo do banco de reservas. Marcou na sua segunda partida, também como suplente, em triunfo por 2–0 sobre o Belenenses. Voltaria a marcar quatro partidas depois, ainda entrando no segundo tempo, num novo 2–0 sobre o Paços de Ferreira. Ganharia a vaga de titular apenas depois do seu terceiro gol, dessa vez contra o mesmo Sporting de outrora, em partida válida pela Taça de Portugal, jogo em que também foi expulso, tendo o Porto se classificou pela disputa de pênaltis. Marcou apenas mais seis vezes até o fim da temporada, terminando-a com um total de nove gols e nove assistências, sendo o segundo jogador com mais dessa última em toda a liga,[carece de fontes?] chegando a ser apontado como uma das dez maiores promessas europeias na temporada.
No dia 21 de agosto de 2009, renovou seu contrato com o Porto por mais dois anos, prolongando-se assim até 2011. A cláusula de rescisão, antes fixada em 40 milhões de euros, subiu para 100 milhões de euros, tornando-se assim a mais alta da história do futebol português.

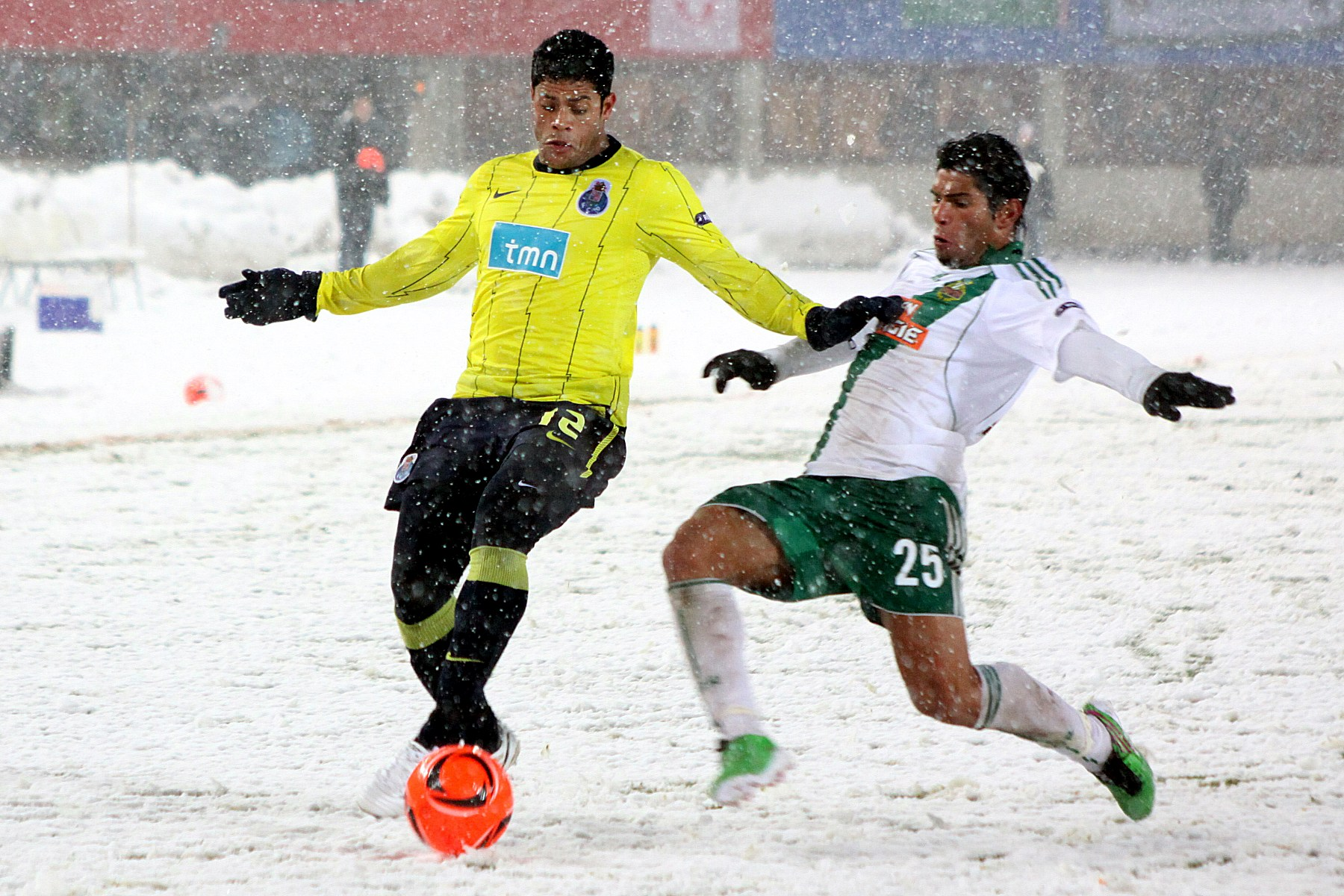
Hulk com o Porto na Liga Europa contra o Rapid Viena em 2010

Iniciou a temporada 2009–10 sendo expulso logo no segundo jogo, no empate em 1–1 com o Paços de Ferreira, sendo suspenso por duas partidas. Não foi diferente no decorrer da temporada. Hulk marcou e distribuiu assistências ligeiramente com mais frequência que na anterior (10 e 11, respectivamente), mas destacou-se mais negativamente: no clássico contra o Benfica, em que sua equipe saiu derrotada por 0–1, tendo uma briga generalizada ocorrido no túnel de acesso aos balneários do Estádio da Luz, o atacante foi suspenso primeiramente por quatro meses, mas teve sua pena reduzida e pôde retornar ainda no no final de março, quando o título já estava praticamente perdido para os rivais. No total, o atacante acabou perdendo 18 partidas pela suspensão.

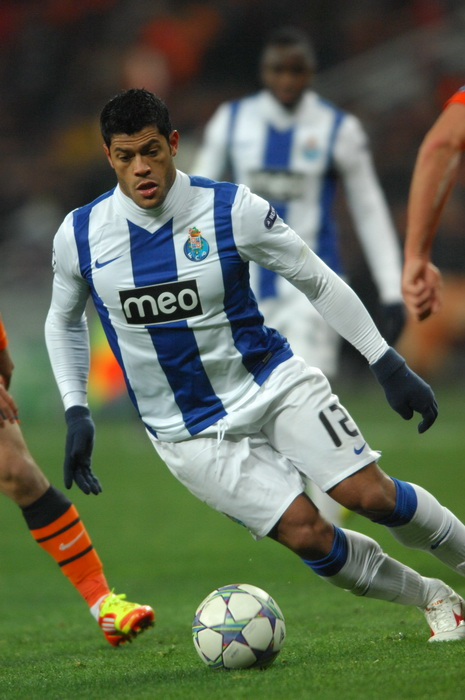
Hulk com a camisola do Porto

Já em 2010–11, Hulk começou em plena forma, marcando 27 gols nos primeiros 30 jogos em que atuou. Dentre os resultados conseguidos pela sua equipe, destacaram-se primeiramente as vitórias sobre o Genk por 4–2 pela Liga Europa da UEFA, tendo Hulk marcado três e sobre o Benfica por 5–0, na qual marcou dois, além de uma assistência. Com a média impressionante, levou a equipe a conquistar a liga nacional com cinco rodadas de antecedência, marcando o gol do título, o segundo na vitória por 2–1 sobre o mesmo Benfica, no dia 3 de abril. Terminou a Primeira Liga como artilheiro, com 23 gols em 26 jogos. Na Liga Europa, o Porto passou por times como Sevilla, CSKA Moscou, Spartak Moscou, Villarreal e foi campeão ao vencer o Braga, por 1–0.

### Zenit

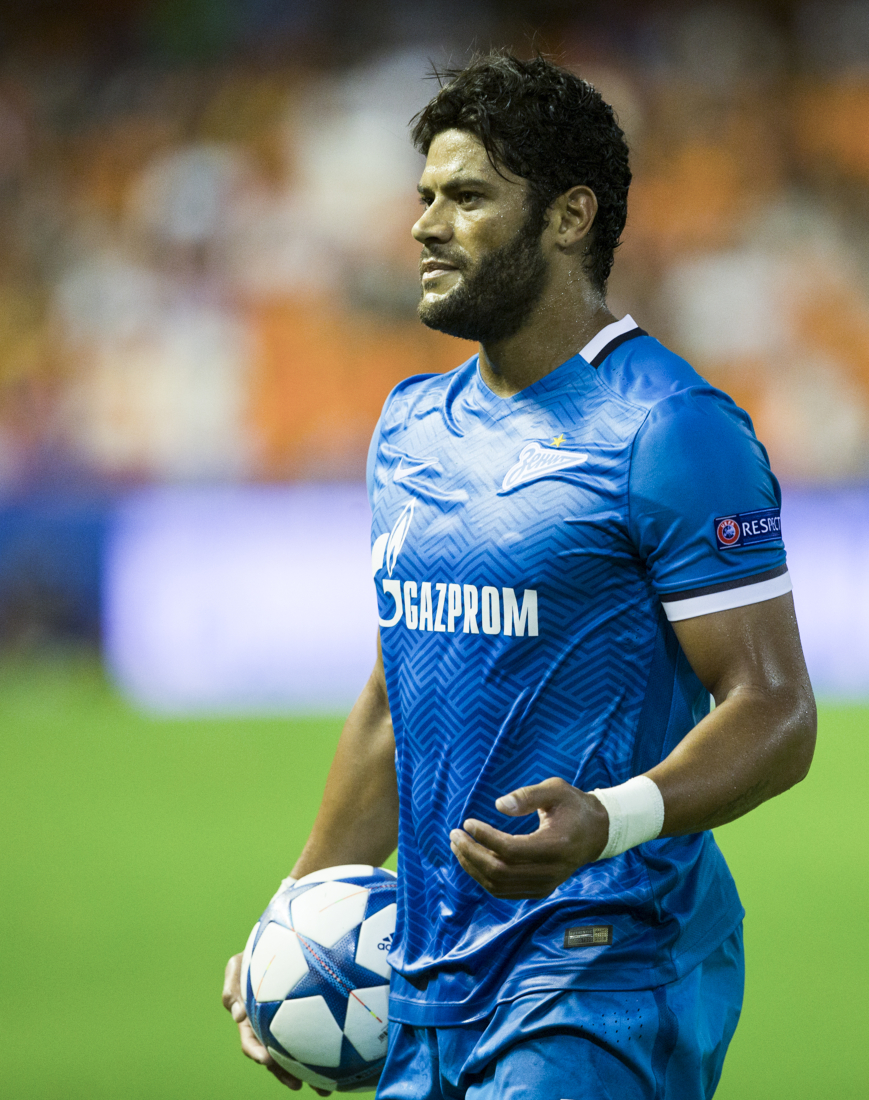
Hulk em 2015 pelo Zenit

No dia 3 de setembro de 2012, Hulk acertou com o Zenit São Petersburgo, da Rússia, numa transferência que envolveu o valor global de 60 milhões de euros. Foi comprado junto com o volante belga Axel Witsel e o zagueiro português Bruno Alves. Ele marcou seu primeiro gol pelo novo clube no segundo jogo da Premier League Russa, contra o Krylia Sovetov, acertando um chute de fora da área no empate por 2–2.
No mesmo mês de setembro, a especulação da mídia relatou que companheiros Igor Denisov e Aleksandr Kerzhakov estavam insatisfeitos com salário de Hulk, exigindo a renegociação de seus contratos. Como resultado, eles foram enviados para o time de juniores. Denisov respondeu em entrevista ao Sport Express, afirmando que seu impasse com o clube de gestão foi sobre "a boa organização da equipe. E o respeito pela jogadores russos Zenit, que sempre confiou em cima. alguns dias após a disputa, Hulk marcou e ajudou na vitória por 2–1 sobre o Baltika Kaliningrado pela quinta rodada da Copa da Rússia. Com cinco jogos e um gol, Hulk disse que estava sob pressão desde que se transferiu para o Zenit, muito por conta do alto valor do seu salário; no entanto, garantiu que estava feliz no clube. Depois de uma derrota por 0–1 contra o Anderlecht, Vladimir Abramov, representante do clube, criticou a presença de Hulk e Witsel na equipe, afirmando que a presença dos dois atletas perturbaram a harmonia dentro da equipe. Após se desentender com o técnico Luciano Spalletti por ter sido substituído durante um jogo contra o Milan na Liga dos Campeões da UEFA, Hulk declarou que estava procurando abandonar a equipe russa em janeiro. No entanto, como os regulamentos da FIFA impedem os jogadores de atuar por mais de dois clubes em uma mesma temporada, o atacante foi obrigado a permanecer na Rússia pelo menos até junho de 2013. Eventualmente, Hulk revelou que fez as pazes com a gestão do clube e as coisas foram resolvidas.

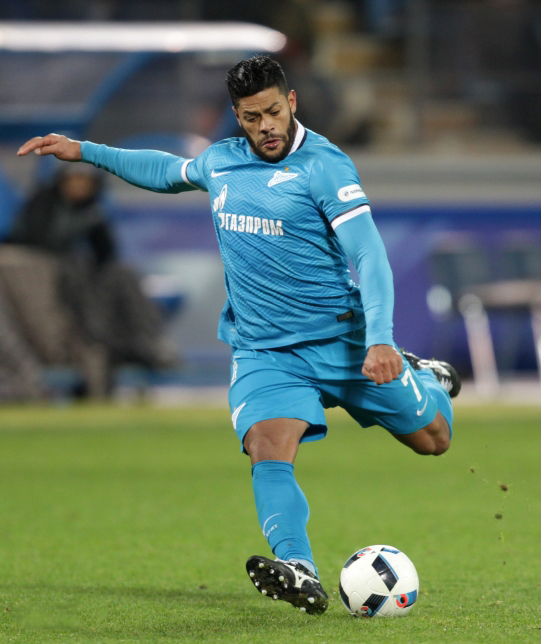
Hulk em 2016

Hulk foi constantemente alvo de racismo pelos torcedores do Zenit que se opõem a jogadores negros no clube. No dia 28 de setembro de 2012, uma bomba falsa foi encontrada no campo de treinamento do Zenit, acompanhado por uma imagem de Hulk e um bilhete que dizia "fora Hulk". Marcou um gol contra o Liverpool no dia 14 de fevereiro de 2013, em partida válida pelas oitavas de final da Liga Europa da UEFA. Marcou novamente contra o Liverpool no jogo da volta, na derrota por 1–3. Ainda assim, sua equipe conseguiu a classificação por ter vencido o primeiro jogo por 2–0. Marcou contra o Baltika Kaliningrado, pela Copa da Rússia, em que sua equipe venceu por 2–1. Já no dia 4 de maio, anotou um hat-trick contra o Alania Vladikavkaz na vitória por 4–0, levando o Zenit a segunda colocação da Premier League Russa.
Em 2015 passou a ser mais utilizado como centroavante, posição em que já havia atuado, mas não teve um bom rendimento. Com o treinador André Villas-Boas, Hulk foi utilizado como homem de referência no lugar do russo Aleksandr Kerjakov e teve boas atuações nos jogos contra o Dínamo de Moscou e o CSKA.

### Shanghai SIPG
No dia 30 de junho de 2016, Hulk acertou com o Shanghai SIPG, da China. O valor da transferência foi avaliado entre 55 e 60 milhões de euros, o que representou um recorde no futebol asiático, sendo superado em dezembro pela contratação de Oscar, também pelo Shanghai. Hulk marcou em sua estreia no dia 10 de julho, abrindo o placar da vitória por 5 a 0 sobre o Henan Jianye. Em 2018, na campanha que culminou no primeiro título da Superliga Chinesa da história do clube, contribuiu com 13 gols e 12 assistências. Encerrou a sua passagem com o fim de seu contrato em dezembro de 2020, tendo marcado um total de 77 gols em 145 partidas.

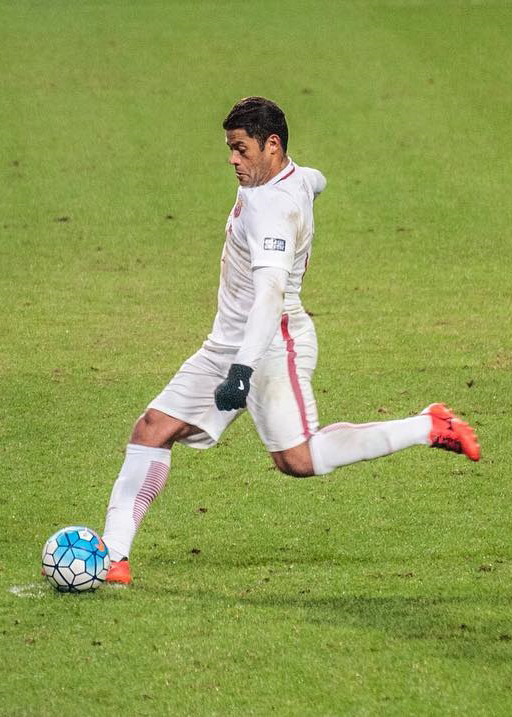
Hulk jogando pelo Shanghai SIPG

### Atlético Mineiro

#### 2021
Em 29 de janeiro de 2021, foi anunciado o acerto de Hulk com o Atlético Mineiro por duas temporadas. Fez sua estreia em 7 de março, anotando a assistência para o gol de Diego Tardelli que fechou o placar da goleada por 4 a 0 sobre o Uberlândia, pelo Campeonato Mineiro. Marcou pela primeira vez em 19 de março, em cobrança de pênalti que fechou o placar da vitória por 3 a 0 sobre o Coimbra.
O mês de abril foi de dificuldades para Hulk, que chegou a ser demovido para o banco de reservas. Em entrevista após a vitória por 1 a 0 sobre o Athletic, em que completou seis jogos sem marcar, ele reclamou da falta de sequência no time titular. A declaração gerou um mal estar com o técnico Cuca, que replicou citando a qualidade do elenco e a alta concorrência por vagas. Após resolverem o desentendimento, já na partida seguinte Hulk começou a sua recuperação: entrando no segundo tempo, marcou dois gols e sacramentou a vitória por 2 a 1 sobre o América de Cali, pela segunda rodada da Libertadores. Repetiu o feito na rodada seguinte, diante do Cerro Porteño, e o Atlético encaminhou a sua classificação para a fase de mata-mata com uma vitória por 4 a 0.
Em 22 de maio, o Atlético conquistou o título estadual e Hulk foi incluído na seleção do campeonato pela TV Globo Minas.
Em 17 de julho, Hulk marcou os dois gols da vitória de virada fora de casa sobre o Corinthians, pela 12ª rodada do Campeonato Brasileiro. Na rodada seguinte, voltou a marcar duas vezes no 3 a 0 sobre o Bahia. Em 21 de novembro, assumiu a artilharia do campeonato ao marcar os gols da vitória por 2 a 0 sobre o Juventude. Em 2 de dezembro, diante do Bahia na Arena Fonte Nova, quando o Atlético perdia por 2 a 0, Hulk marcou de pênalti o gol que iniciou a virada, completada cinco minutos depois por dois gols de Keno; a vitória pelo placar de 3 a 2 garantiu ao Atlético o título de campeão brasileiro. No jogo da entrega da taça, o 4 a 3 sobre o Red Bull Bragantino no Mineirão, três dias depois, Hulk voltou a marcar e concluiu sua participação no campeonato como artilheiro, com 19 gols em 35 jogos, além de anotar sete assistências.
Na campanha vitoriosa da Copa do Brasil, Hulk jogou todas as dez partidas do Atlético, marcando em oito delas, incluindo os dois jogos da final contra o Athletico Paranaense. Com a artilharia do torneio, Hulk se tornou o primeiro jogador a ser campeão e artilheiro do Brasileirão e da Copa do Brasil em uma mesma temporada, um feito inédito no futebol Brasileiro.
Hulk foi o artilheiro do Brasil na temporada de 2021, com 36 gols em 68 jogos, além de prover 13 assistências. Seu protagonismo na conquista da trípleta do Atlético o rendeu os prêmios Bola de Ouro, Craque do Brasileirão e Bola de Ouro da Copa do Brasil. Foi ainda incluído na seleção da Libertadores da CONMEBOL e na Equipe Ideal da América, tradicional eleição feita pelo jornal uruguaio El País.

#### 2022
Em 20 de fevereiro de 2022, na Arena Pantanal, Hulk se sagrou campeão da Supercopa do Brasil, no confronto em que o Atlético derrotou o Flamengo por 8 a 7, em disputa de pênaltis, após 24 cobranças entre as equipes, sendo duas delas convertidas pelo atacante, depois do empate por 2 a 2, em que também deixou sua marca com um gol no tempo regulamentar. Ao final da partida, recebeu o prêmio de melhor jogador da competição.
Em 16 de março, Hulk e Atlético anunciaram a renovação do contrato até o fim de 2024, com a opção de prorrogação até 2025.
Em 23 de março, no jogo de ida das semifinais do Campeonato Mineiro, Hulk fez os gols da vitória por 2 a 0 diante da Caldense e se tornou o goleador máximo do 'novo' Mineirão, com 32 gols marcados no estádio desde sua reinauguração em 2013. Antes do início do jogo da volta contra a Veterana, ele foi homenageado e recebeu o bastão de 'Artilheiro do Novo Mineirão'.

Na final disputada em partida única, o atacante 'cravou' novamente na vitória por 3 a 1, sobre o arquirrival Cruzeiro, e conquistou seu bicampeonato estadual com o Atlético. O Alvinegro contou com o brilho de Hulk, autor de dois gols, e Ignacio Fernández, que fez um, para alegrar a festa dos milhares de atleticanos presentes ao Gigante da Pampulha, ao erguer o quarto caneco consecutivo num período de quatro meses. Ele encerrou a competição como artilheiro, com dez gols em oito participações.
Na primeira rodada do Campeonato Brasileiro 2022, Hulk fez os dois gols do Galo, na vitória contra o Internacional por 2 a 0. Ele voltou a marcar contra o Independente del Valle em jogo válido pela terceira rodada da Libertadores. Hulk marcou seu décimo quinto gol na temporada no empate em 2 a 2, contra o Goiás. Contra o Atlético Goianiense, o atacante fez o último gol do Atlético na vitória por 2 a 0. Em 19 de maio, Hulk marcou mais um 'doblete', na vitória sobre o Independiente Dell Vale por 3 a 1, que garantiu a vaga do Galo para as oitavas de final da Taça Libertadores.
Em jogo válido pelas oitavas de final da Copa do Brasil contra o Flamengo no Maracanã na data de 14 de julho de 2022, Hulk faz 100º jogo pelo Atlético-MG, contudo Hulk teve uma marcação especial não tendo uma noite feliz, haja vista a eliminação no confronto.
| “ | Desde que cheguei no Atlético, esse foi o jogo que mais me desidratei. Eu perdi seis quilos hoje. | ” |

Em 3 de agosto Hulk se tornou o maior artilheiro da história do Atlético-MG na Copa Libertadores da América com o gol marcado diante do Palmeiras e chegou a 12 gols foram sete na edição de 2021 e cinco na 2022 antes, Hulk dividia a liderança com Jô.

#### 2023
O Galo se classificou para final do Campeonato Mineiro, em 18 de março, no Independência, com uma vitória por 1 a 0 sobre o Athletic, no jogo de volta da semifinal. O gol foi marcado por Hulk, aos sete minutos do segundo tempo.
Em 1 de abril, Hulk errou um pênalti, porém marcou o gol da vitória do Galo que venceu o América por 3 a 2 na ida da final do Campeonato Mineiro.
No dia 9 de abril, Hulk foi o autor dos dois gols na vitória por 2 a 0 sobre o América na final do Mineiro, ele terminou o Campeonato Mineiro como artilheiro da competição com 11 gols.
No dia 6 de agosto, Hulk marcou um gol de falta contra o São Paulo pelo Brasileirão, com menos de quatro minutos do primeiro tempo, o atacante acertou uma cobrança de falta no ângulo de Rafael, a bola estava mais próxima do meio campo do que do gol do São Paulo no momento do chute.
Em 12 de novembro, Hulk alcançou seu 400º gol em jogos oficiais na carreira, no jogo contra o Goiás pela 34ª rodada do Campeonato Brasileiro. A marca foi obtida em 766 partidas. Gols feito por sete clubes e pela seleção brasileira olímpica.

#### 2024
No dia 9 de março, Hulk chegou a marca histórica de 100 gols com a camisa do Galo, na vitória sobre o América por 2 a 0 na Arena MRV, em jogo de ida válido pelas semifinais do Campeonato Mineiro.
No dia 30 de março de 2024, Hulk marcou o segundo do Galo no primeiro jogo da final do Campeonato Mineiro entre Cruzeiro e Atlético. O jogo terminou empatado por 2 a 2.
No dia 07 de abril, Hulk marcou mais uma vez contra o seu rival Cruzeiro, sendo o gol da virada na finalíssima do Campeonato Mineiro de 2024
Hulk encerrou a temporada pelo Galo como Artilheiro do Século, ele conseguiu feito importante em 2024. Anotando 19 gols e chegando a marca de 114 gols, assim tornou-se artilheiro do clube no século ultrapassando Diego Tardelli que possui 112 gols. Além de ser vice campeão da Copa do Brasil e da Copa Libertadores da América.

#### 2025
No dia 15 de março de 2025, Hulk, em final contra o América, atingiu e passou vários recordes em vigor. Um deles foi a artilharia do Campeonato Mineiro pela quarta vez seguida, marcando 7 gols na edição do ano, passando assim Tostão e Ninão, que foram artilheiros do campeonato por 3 vezes consecutivas.E além disso, consagrou-se novamente e pela quinta vez seguida campeão mineiro. Ajudando o Clube Atlético Mineiro a atingir um feito que não era conquistado desde os anos 80, o feito de ganhar 6 campeonatos mineiros seguidos.
Em julho de 2025, Hulk marcou nos acréscimos contra o Bahia. Com um gol olímpico, pôs novamente seu nome na história do futebol, entrando entre os 10 maiores artilheiros da história do Galo, alcançando assim a marca de 126 gols pelo clube e empatando com o jogador Nívio.

## Seleção Nacional

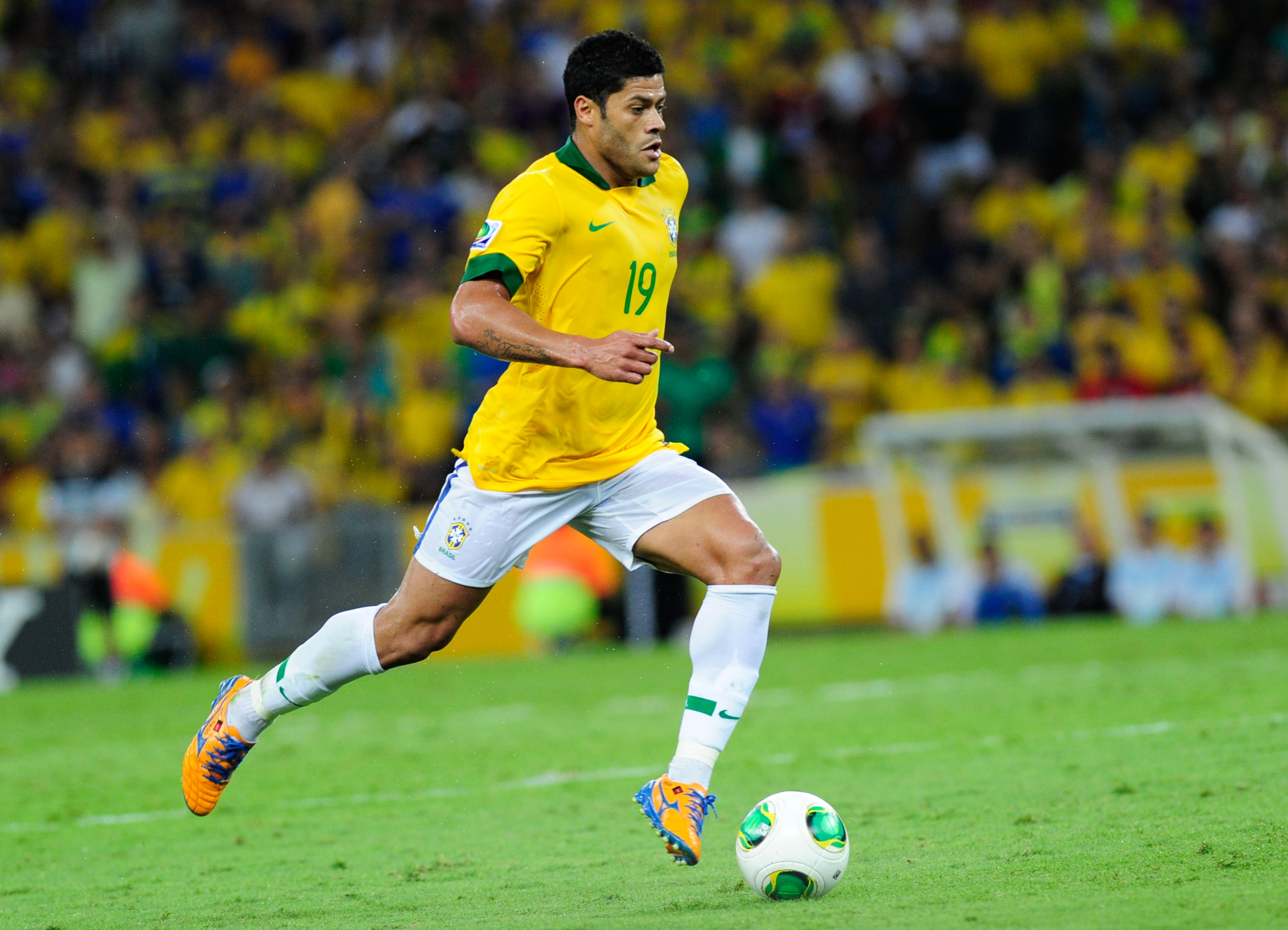
Hulk como parte da seleção brasileira

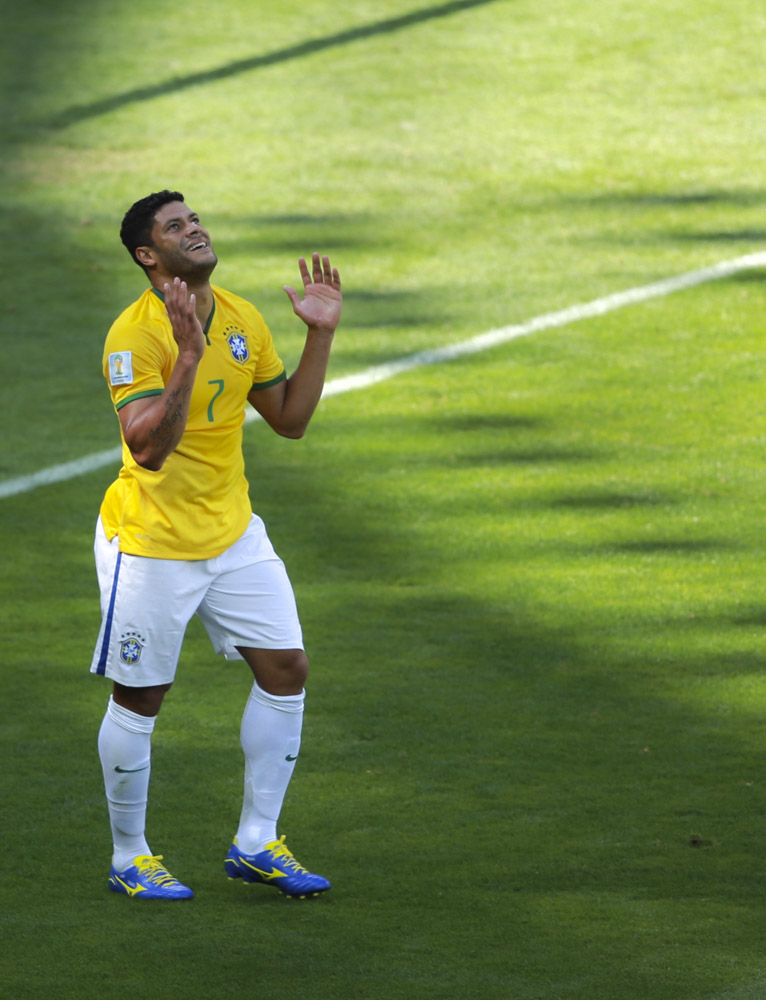
Hulk durante a Copa do Mundo FIFA de 2014

No dia 27 de outubro de 2009, foi convocado pela primeira vez por Dunga para disputar, com a Seleção Brasileira, os amistosos contra as Seleções da Inglaterra e Omã. Em 2011 disputou dois amistosos, a derrota para a França e o triunfo sobre Gana. No dia 26 de maio de 2012, disputou uma partida contra a Dinamarca, onde marcou seus primeiros dois gols pela Seleção. Em julho foi convocado por Mano Menezes para os Jogos Olímpicos de Londres, onde o Brasil foi medalha de prata. Voltou a marcar pela Seleção no dia 7 de setembro, no Morumbi, garantindo a vitória de 1–0 contra a África do Sul. Já no dia 25 de março de 2013, deu uma assistência para Fred marcar o gol de empate do Brasil contra a Rússia, aos 45 minutos do segundo tempo. Ainda em 2013, no dia 14 de maio, foi convocado por Felipão para a Copa das Confederações FIFA. Atuando como ponta-direita, formou o ataque titular ao lado de Fred e Neymar e sagrou-se campeão após o Brasil vencer a Espanha na final por 3–0.
Foi convocado para a Copa do Mundo FIFA de 2014, onde atuou em seis partidas e não marcou gols.
Dois anos depois, no dia 5 de maio de 2016, foi convocado para a disputa da Copa América Centenário.
No dia 27 de agosto de 2021, cinco anos após a sua última convocação, Hulk foi convocado para as partidas contra o Chile, Argentina e Peru, pelas Eliminatórias da Copa do Mundo FIFA de 2022, sendo essa sua última partida pela seleção.

## Vida pessoal
Hulk é filho de dona Maria do Socorro Souza e seu Gilvan Souza, possuindo seis irmãs: Nilda, Corrinha, Nayara, Angélica, Gilvânia e Jéssica. Cresceu no bairro de José Pinheiro, em Campina Grande, ajudando os pais na barraca de carne na feira livre da cidade.
Seu nome de batismo é uma homenagem de Gilvan, corintiano, a Givanildo Oliveira, volante do Corinthians na década de 1970.
O apelido, por sua vez, conforme explica:
| “ | Desde que eu tinha 3 anos de idade ficava imitando o Hulk, dizia que eu tinha força e meu pai falou que a partir daquele momento ia me chamar de Hulk. Apelido está aí até hoje | ” |

Já afirmou o pai sobre sua infância:
| “ | Era forte fisicamente, enfrentava as brigas de crianças e não tinha medo de ninguém. | ” |

O jogador ainda imita o personagem da editora Marvel, ao qual é comparado em razão do porte físico e força de finalização, mas agora na comemoração de seus gols.
Foi casado 12 anos com Iran Ângelo, de quem se separou em agosto de 2019.
Hulk é pai de cinco filhos: Ian, Tiago (concebidos pela ex-mulher do jogador), Alice, que foi adotada para realizar o sonho de Hulk de ter uma menina, Zaya e Aisha.
Após a separação, iniciou um romance com Camila, sobrinha de sua ex-esposa.
No dia 18 de setembro de 2021, por meio de suas redes sociais, o jogador anunciou a gravidez de seu primeiro filho com Camila Ângelo. Em um vídeo do chá de revelação da família, o jogador declarou no Instagram que sua quarta filha é uma menina, de nome Zaya.
Zaya nasceu em 18 de abril de 2022, às 15h22 (de Brasília), com 3,890 kg e 53,3 cm, na Mercy Hospital Maternity, em Miami, e foi muito celebrada pela família. O jogador fez uma tatuagem homenageando a filha.
Em 28 de abril de 2022, em evento na Arena MRV, Hulk lançou o livro "Incrível - 2021 no Galo, um ano memorável". A obra de 12 capítulos e 144 páginas, escrita em parceria com o jornalista Cahê Mota, conta sobre seu protagonismo na temporada de 2021, ano histórico do Atlético Mineiro.
No dia 22  de junho de 2024, nasce Aisha, segunda filha de Hulk com Camila.

## Patrocínios
Em março de 2025, Hulk aceitou se tornar o embaixador da casa de apostas Bet7k. O acordo tem como principal objetivo a conscientização sobre práticas de jogo responsável. 

## Estatísticas
Atualizadas até 16 de julho de 2024.
Clubes
| Clube             | Temporada         | Campeonato nacional | Campeonato nacional | Campeonato nacional | Copa nacional[a] | Copa nacional[a] | Copa nacional[a] | Competições continentais[b] | Competições continentais[b] | Competições continentais[b] | Outros torneios[c] | Outros torneios[c] | Outros torneios[c] | Total | Total | Total   |
| Clube             | Temporada         | Jogos               | Gols                | Assist.             | Jogos            | Gols             | Assist.          | Jogos                       | Gols                        | Assist.                     | Jogos              | Gols               | Assist.            | Jogos | Gols  | Assist. |
| ----------------- | ----------------- | ------------------- | ------------------- | ------------------- | ---------------- | ---------------- | ---------------- | --------------------------- | --------------------------- | --------------------------- | ------------------ | ------------------ | ------------------ | ----- | ----- | ------- |
| Vitória           | 2004              | 2                   | 0                   | 0                   | —                | —                | —                | —                           | —                           | —                           | —                  | —                  | —                  | 2     | 0     | 0       |
| Vitória           | Total             | 2                   | 0                   | 0                   | —                | —                | —                | —                           | —                           | —                           | —                  | —                  | —                  | 2     | 0     | 0       |
| Kawasaki Frontale | 2005              | 9                   | 1                   | 0                   | 3                | 2                | 1                | —                           | —                           | —                           | —                  | —                  | —                  | 12    | 3     | 1       |
| Kawasaki Frontale | 2008              | 2                   | 0                   | 0                   | —                | —                | —                | —                           | —                           | —                           | —                  | —                  | —                  | 2     | 0     | 0       |
| Kawasaki Frontale | Total             | 11                  | 1                   | 0                   | 3                | 2                | 1                | —                           | —                           | —                           | —                  | —                  | —                  | 14    | 3     | 1       |
| Consadole Sapporo | 2006              | 38                  | 25                  | 0                   | 3                | 1                | 1                | —                           | —                           | —                           | —                  | —                  | —                  | 41    | 26    | 1       |
| Consadole Sapporo | Total             | 38                  | 25                  | 0                   | 3                | 1                | 1                | —                           | —                           | —                           | —                  | —                  | —                  | 41    | 26    | 1       |
| Tokyo Verdy       | 2007              | 42                  | 37                  | 0                   | —                | —                | —                | —                           | —                           | —                           | —                  | —                  | —                  | 42    | 37    | 0       |
| Tokyo Verdy       | 2008              | 13                  | 7                   | 1                   | 3                | 1                | 0                | —                           | —                           | —                           | —                  | —                  | —                  | 16    | 8     | 1       |
| Tokyo Verdy       | Total             | 55                  | 44                  | 1                   | 3                | 1                | 0                | —                           | —                           | —                           | —                  | —                  | —                  | 58    | 45    | 1       |
| Porto             | 2008–09           | 25                  | 8                   | 9                   | 8                | 1                | 0                | 10                          | 0                           | 0                           | 1                  | 0                  | 0                  | 44    | 9     | 9       |
| Porto             | 2009–10           | 19                  | 5                   | 9                   | 3                | 2                | 1                | 8                           | 3                           | 1                           | 1                  | 0                  | 0                  | 31    | 10    | 11      |
| Porto             | 2010–11           | 26                  | 23                  | 16                  | 10               | 5                | 4                | 16                          | 7                           | 7                           | 1                  | 0                  | 0                  | 53    | 35    | 27      |
| Porto             | 2011–12           | 26                  | 16                  | 11                  | 3                | 1                | 1                | 8                           | 4                           | 2                           | 2                  | 0                  | 2                  | 39    | 21    | 16      |
| Porto             | 2012–13           | 3                   | 2                   | 0                   | —                | —                | —                | —                           | —                           | —                           | —                  | —                  | —                  | 3     | 2     | 0       |
| Porto             | Total             | 99                  | 52                  | 45                  | 24               | 9                | 6                | 42                          | 14                          | 10                          | 5                  | 0                  | 2                  | 170   | 75    | 63      |
| Zenit             | 2012–13           | 18                  | 7                   | 3                   | 3                | 1                | 3                | 9                           | 3                           | 1                           | —                  | —                  | —                  | 30    | 11    | 7       |
| Zenit             | 2013–14           | 24                  | 17                  | 4                   | —                | —                | —                | 10                          | 5                           | 3                           | —                  | —                  | —                  | 34    | 22    | 7       |
| Zenit             | 2014–15           | 28                  | 15                  | 5                   | 2                | 0                | 1                | 15                          | 6                           | 2                           | —                  | —                  | —                  | 45    | 21    | 8       |
| Zenit             | 2015–16           | 27                  | 17                  | 19                  | 4                | 2                | 0                | 7                           | 4                           | 4                           | 1                  | 0                  | 0                  | 39    | 23    | 23      |
| Zenit             | Total             | 97                  | 56                  | 31                  | 9                | 3                | 4                | 41                          | 18                          | 10                          | 1                  | 0                  | 0                  | 148   | 77    | 45      |
| Shanghai SIPG     | 2016              | 7                   | 5                   | 1                   | —                | —                | —                | 1                           | 0                           | 0                           | —                  | —                  | —                  | 8     | 5     | 1       |
| Shanghai SIPG     | 2017              | 27                  | 17                  | 12                  | 7                | 4                | 3                | 10                          | 9                           | 7                           | —                  | —                  | —                  | 44    | 30    | 22      |
| Shanghai SIPG     | 2018              | 25                  | 13                  | 12                  | 3                | 1                | 0                | 7                           | 3                           | 2                           | —                  | —                  | —                  | 35    | 17    | 14      |
| Shanghai SIPG     | 2019              | 25                  | 10                  | 6                   | 3                | 3                | 0                | 8                           | 6                           | 2                           | 1                  | 0                  | 0                  | 37    | 19    | 8       |
| Shanghai SIPG     | 2020              | 16                  | 6                   | 0                   | 1                | 0                | 1                | 4                           | 2                           | 0                           | —                  | —                  | —                  | 21    | 8     | 1       |
| Shanghai SIPG     | Total             | 100                 | 51                  | 31                  | 14               | 8                | 4                | 30                          | 20                          | 11                          | 1                  | 0                  | 0                  | 145   | 79    | 46      |
| Atlético Mineiro  | 2021              | 35                  | 19                  | 7                   | 10               | 8                | 1                | 12                          | 7                           | 3                           | 11                 | 2                  | 2                  | 68    | 36    | 13      |
| Atlético Mineiro  | 2022              | 25                  | 12                  | 2                   | 2                | 1                | 1                | 10                          | 5                           | 1                           | 9                  | 11                 | 1                  | 46    | 29    | 5       |
| Atlético Mineiro  | 2023              | 34                  | 15                  | 11                  | 4                | 1                | 0                | 10                          | 3                           | 2                           | 11                 | 11                 | 1                  | 59    | 30    | 14      |
| Atlético Mineiro  | 2024              | 24                  | 10                  | 5                   | 8                | 1                | 1                | 11                          | 1                           | 4                           | 10                 | 7                  | 2                  | 53    | 19    | 12      |
| Atlético Mineiro  | Total             | 116                 | 56                  | 25                  | 24               | 11               | 3                | 42                          | 16                          | 10                          | 41                 | 31                 | 6                  | 226   | 114   | 45      |
| Total na carreira | Total na carreira | 518                 | 285                 | 133                 | 80               | 35               | 19               | 155                         | 68                          | 41                          | 48                 | 31                 | 8                  | 801   | 459   | 201     |

- a. ^ Jogos da Copa do Imperador, Copa da Liga Japonesa, Taça de Portugal, Taça da Liga, Copa da Rússia, Copa da China e Copa do Brasil
- b. ^ Jogos da Liga dos Campeões da UEFA, Liga Europa, Liga dos Campeões da AFC e Copa Libertadores
- c. ^ Jogos do Supertaça de Portugal, Supercopa da UEFA, Supercopa da Rússia, Supercopa da China, Campeonato Mineiro e Supercopa do Brasil

### Seleção Brasileira
Abaixo estão listados todos os jogos, gols e assistências do futebolista pela Seleção Brasileira.
Seleção Principal
| Ano               | Copa do Mundo | Copa do Mundo | Copa do Mundo | Copa América | Copa América | Copa América | Copa das Confederações | Copa das Confederações | Copa das Confederações | Qualificação Mundial | Qualificação Mundial | Qualificação Mundial | Amistosos | Amistosos | Amistosos | Total | Total | Total   |
| Ano               | Jogos         | Gols          | Assist.       | Jogos        | Gols         | Assist.      | Jogos                  | Gols                   | Assist.                | Jogos                | Gols                 | Assist.              | Jogos     | Gols      | Assist.   | Jogos | Gols  | Assist. |
| ----------------- | ------------- | ------------- | ------------- | ------------ | ------------ | ------------ | ---------------------- | ---------------------- | ---------------------- | -------------------- | -------------------- | -------------------- | --------- | --------- | --------- | ----- | ----- | ------- |
| 2009              | —             | —             | —             | —            | —            | —            | —                      | —                      | —                      | —                    | —                    | —                    | 2         | 0         | 0         | 2     | 0     | 0       |
| 2011              | —             | —             | —             | —            | —            | —            | —                      | —                      | —                      | —                    | —                    | —                    | 6         | 0         | 1         | 6     | 0     | 1       |
| 2012              | —             | —             | —             | —            | —            | —            | —                      | —                      | —                      | —                    | —                    | —                    | 10        | 6         | 2         | 10    | 6     | 2       |
| 2013              | —             | —             | —             | —            | —            | —            | 5                      | 0                      | 1                      | —                    | —                    | —                    | 9         | 2         | 1         | 14    | 2     | 2       |
| 2014              | 6             | 0             | 0             | —            | —            | —            | —                      | —                      | —                      | —                    | —                    | —                    | 3         | 1         | 1         | 9     | 1     | 1       |
| 2015              | —             | —             | —             | —            | —            | —            | —                      | —                      | —                      | 2                    | 0                    | 0                    | 2         | 2         | 0         | 4     | 2     | 0       |
| 2016              | —             | —             | —             | 1            | 0            | 0            | —                      | —                      | —                      | 1                    | 0                    | 1                    | 1         | 0         | 0         | 3     | 0     | 1       |
| 2021              | —             | —             | —             | —            | —            | —            | —                      | —                      | —                      | 1                    | 0                    | 0                    | —         | —         | —         | 1     | 0     | 0       |
| Total na carreira | 6             | 0             | 0             | 1            | 0            | 0            | 5                      | 0                      | 1                      | 4                    | 0                    | 1                    | 33        | 11        | 5         | 49    | 11    | 7       |

Seleção Sub–23
| Ano               | Jogos Olímpicos | Jogos Olímpicos | Jogos Olímpicos |
| Ano               | Jogos           | Gols            | Assist.         |
| ----------------- | --------------- | --------------- | --------------- |
| 2012              | 6               | 1               | 2               |
| Total na carreira | 6               | 1               | 2               |

## Títulos
Vitória
- Campeonato Baiano: 2005

Porto
- Liga Europa da UEFA: 2010–11
- Primeira Liga: 2008–09, 2010–11, 2011–12 e 2012–13
- Taça de Portugal: 2008–09, 2009–10 e 2010–11
- Supertaça de Portugal: 2009, 2010 e 2011

Zenit
- Premier League Russa: 2014–15
- Copa da Rússia: 2015–16
- Supercopa da Rússia: 2015

Shanghai SIPG
- Superliga Chinesa: 2018
- Supercopa da China: 2019

Atlético Mineiro
- Campeonato Mineiro: 2021, 2022, 2023, 2024 e 2025
- Campeonato Brasileiro: 2021
- Copa do Brasil: 2021
- Supercopa do Brasil: 2022

Seleção Brasileira
- Copa das Confederações FIFA: 2013

### Artilharias
Tokyo Verdy
- Campeonato Japonês - Segunda Divisão: 2007 (37 gols)

Porto
- Bola de Prata (Campeonato Português): 2010–11 (23 gols)

Zenit
- Premier League Russa: 2014–15 (15 gols)

Atlético Mineiro
- Campeonato Brasileiro: 2021 (19 gols)
- Copa do Brasil: 2021 (8 gols)
- Campeonato Mineiro: 2022 (10 gols)
- Campeonato Mineiro: 2023 (11 gols)[142]
- Campeonato Mineiro: 2024 (7 gols)
- Campeonato Mineiro: 2025 (7gols)

### Líder de assistências
- Campeonato Brasileiro: 2023 (11 assistências)

### Prêmios individuais
- Revelação do Ano da Primeira Liga: 2008–09
- Futebolista do Mês da Primeira Liga: fevereiro de 2009, setembro[143] de 2010, outubro de 2010, novembro de 2010, dezembro de 2010 e janeiro de 2011
- Futebolista do Ano da Primeira Liga: 2010–11
- 83º Melhor Jogador do Ano de 2012 (The Guardian)[144]
- Seleção da Superliga Chinesa: 2017 e 2018
- Seleção da Liga dos Campeões da AFC: 2017
- Seleção do Campeonato Mineiro (TV Globo Minas): 2021 e 2022
- Seleção do Troféu Guará 2021[145] e 2022[146]
- Seleção do Troféu Mesa Redonda: 2021[147]
- Seleção Ideal da América do Sul pelo Jornal El País: 2021
- Seleção do Ano da Conmebol pela IFFHS: 2021[148]
- Seleção da Copa Libertadores da América: 2021
- Bola de Ouro: 2021
- Bola de Prata: 2021 e 2023
- Seleção do Campeonato Brasileiro: 2021
- Craque do Campeonato Brasileiro: 2021
- Melhor Jogador da Copa do Brasil: 2021
- Prêmio Arthur Friedenreich: 2021 (36 gols)[149]
- Melhor Jogador da Supercopa do Brasil: 2022[150]
- Seleção do Cartola FC: 2023[151]

### Recordes e Marcas
- Maior Artilheiro do Atlético-MG na Libertadores: 16 Gols[152]
- Maior Artilheiro do Atlético-MG no Século 21: 127 Gols [153]
- 3° Maior artilheiro do Atlético-MG no Campeonato Brasileiro: 60 Gols[154]
- 6° Maior artilheiro do Atlético-MG na Copa do Brasil: 11 Gols[155]
- Maior artilheiro do Zenit na Liga dos Campeões: 10 Gols[carece de fontes?]
- 4° Maior artilheiro do Zenit na Premier League Russa: 56 Gols[carece de fontes?]
- 2° Maior artilheiro Shanghai SIPG: 76 Gols[carece de fontes?]
- Maior artilheiro do Shanghai SIPG na Liga dos Campeões da Ásia: 19 Gols[carece de fontes?]
- 4° Maior artilheiro do Shanghai SIPG na Super Liga Chinesa: 49 Gols[carece de fontes?]
- 10° Maior artilheiro do Atlético-MG: 129 Gols [156]